# Канал (програмування)
Канал (англ. Channel) — програмний механізм взаємодії між процесами і їх синхронізації при передачі даних (обміну повідомленнями). Повідомлення можуть бути надіслані через канал і інший процес або потік, що має посилання на канал, може отримувати повідомлення з каналу як з файлового потоку. Різні реалізації каналів можуть бути синхронними або асинхронними, використовувати або не використовувати буферизацію повідомлень.
Канали є основоположним поняттям для реалізації підходу числення процесів і з'явилися у взаємодіючих послідовних процесах (CSP) формальної моделі паралелізму. Канали використовуються в багатьох мовах програмування, таких як Occam, Limbo (через мови Newsqueak і Alef) для вирішення задач паралельних та конкурентних обчислень. Вони також використовуються в потокової бібліотеці libthread мови програмування Сі в ОС Plan 9, а також в Stackless Python та Go.

## Реалізації каналів
Канали, створені за аналогією з моделлю CSP, є синхронними: процес, що очікує одержання даних з каналу, блокується, доки дані не надійдуть у канал. Такі реалізації називають «rendezvous». Типові операції над синхронними каналами представлені на прикладі інтерфейсів каналів бібліотеки libthread для мови C системи BSD:
- Створення каналу фіксованого або змінного розміру, функція повертає вказівник або посилання:

```
Channel
 
*
ch
;

ch
 
=
 
chancreate
(
int
 
elemsize
,
 
int
 
bufsize
);

```

- Відправлення в канал:

```
int
 
chansend
(
Channel
 
*
c
,
 
void
 
*
v
)

```

- Отримання з каналу:

```
int
 
chanrecv
(
Channel
 
*
c
,
 
void
 
*
v
)

```